# Akpınar, Akçaabat
Akpınar là một thị trấn thuộc huyện Akçaabat, tỉnh Trabzon, Thổ Nhĩ Kỳ. Dân số thời điểm năm 2011 là 1.971 người.